# Moutere (fleuve)

Le fleuve Moutere  (en anglais : Moutere River) est un cours d’eau de la région de Tasman dans l’Île du Sud de la Nouvelle-Zélande .

## Géographie
Il s’écoule vers le nord à partir de son origine au sud-oust de la ville de Mapua, atteignant la  Baie de Tasman au niveau de  ‘Moutere Inlet’, un lagon  lié à la marée situé à trois kilomètres au sud de la ville de Motueka. 
(en) Land Information New Zealand, « détail emplacement: Moutere (fleuve) », sur New Zealand Gazetteer